# Clubiona consensa
Clubiona consensa är en spindelart som beskrevs av Forster 1979. Clubiona consensa ingår i släktet Clubiona och familjen säckspindlar. Inga underarter finns listade i Catalogue of Life.